# Seznam týmů a jezdců na Tour de France 2015
Na startovní listině Tour de France 2015  bylo celkem 198 cyklistů z 22 cyklistických stájí. 102. ročníku Tour de France se účastnili čtyři čeští cyklisté – Roman Kreuziger (celkově 17. místo), startující za ruskou stáj  Tinkoff–Saxo, Jan Bárta (celkově 21. místo), startující za německou stáj  Bora–Argon 18, Leopold König (celkově 70. místo), startující za britskou stáj  Team Sky a Zdeněk Štybar (celkově 103. místo), startující za belgickou stáj  Etixx–Quick-Step.
| Číslo | Jezdec                 |
| ----- | ---------------------- |
| 1     | Vincenzo Nibali (ITA)  |
| 2     | Lars Boom (NED)        |
| 3     | Jakob Fuglsang (DEN)   |
| 4     | Andriy Hrivko (UKR)    |
| 5     | Dmitriy Gruzdev (KAZ)  |
| 6     | Tanel Kangert (EST)    |
| 7     | Michele Scarponi (ITA) |
| 8     | Rein Taaramäe (EST)    |
| 9     | Lieuwe Westra (NED)    |

| Číslo | Jezdec                       |
| ----- | ---------------------------- |
| 11    | Jean-Christophe Péraud (FRA) |
| 12    | Romain Bardet (FRA)          |
| 13    | Jan Bakelants (BEL)          |
| 14    | Mikaël Cherel (FRA)          |
| 15    | Ben Gastauer (LUX)           |
| 16    | Damien Gaudin (FRA)          |
| 17    | Christophe Riblon (FRA)      |
| 18    | Johan Vansummeren (BEL)      |
| 19    | Alexis Vuillermoz (FRA)      |

| Číslo | Jezdec                   |
| ----- | ------------------------ |
| 21    | Thibaut Pinot (FRA)      |
| 22    | William Bonnet (FRA)     |
| 23    | Sébastien Chavanel (FRA) |
| 24    | Arnaud Démare (FRA)      |
| 25    | Alexandre Geniez (FRA)   |
| 26    | Mathieu Ladagnous (FRA)  |
| 27    | Steve Morabito (SUI)     |
| 28    | Jérémy Roy (FRA)         |
| 29    | Benoît Vaugrenard (FRA)  |

| Číslo | Jezdec               |
| ----- | -------------------- |
| 31    | Chris Froome (GBR)   |
| 32    | Peter Kennaugh (GBR) |
| 33    | Leopold König (CZE)  |
| 34    | Wout Poels (NED)     |
| 35    | Richie Porte (AUS)   |
| 36    | Nicolas Roche (IRL)  |
| 37    | Luke Rowe (GBR)      |
| 38    | Ian Stannard (GBR)   |
| 39    | Geraint Thomas (GBR) |

| Číslo | Jezdec                 |
| ----- | ---------------------- |
| 41    | Alberto Contador (ESP) |
| 42    | Ivan Basso (ITA)       |
| 43    | Daniele Bennati (ITA)  |
| 44    | Roman Kreuziger (CZE)  |
| 45    | Rafał Majka (POL)      |
| 46    | Michael Rogers (AUS)   |
| 47    | Peter Sagan (SVK)      |
| 48    | Matteo Tosatto (ITA)   |
| 49    | Michael Valgren (DEN)  |

| Číslo | Jezdec                     |
| ----- | -------------------------- |
| 51    | Nairo Quintana (COL)       |
| 52    | Winner Anacona (COL)       |
| 53    | Jonathan Castroviejo (ESP) |
| 54    | Alex Dowsett (GBR)         |
| 55    | Imanol Erviti (ESP)        |
| 56    | José Herrada (ESP)         |
| 57    | Gorka Izagirre (ESP)       |
| 58    | Adriano Malori (ITA)       |
| 59    | Alejandro Valverde (ESP)   |

| Číslo | Jezdec                   |
| ----- | ------------------------ |
| 61    | Tejay van Garderen (USA) |
| 62    | Damiano Caruso (ITA)     |
| 63    | Rohan Dennis (AUS)       |
| 64    | Daniel Oss (ITA)         |
| 65    | Manuel Quinziato (ITA)   |
| 66    | Samuel Sánchez (ESP)     |
| 67    | Michael Schär (SUI)      |
| 68    | Greg Van Avermaet (BEL)  |
| 69    | Danilo Wyss (SUI)        |

| Číslo | Jezdec                 |
| ----- | ---------------------- |
| 71    | Tony Gallopin (FRA)    |
| 72    | Lars Bak (DEN)         |
| 73    | Thomas De Gendt (BEL)  |
| 74    | Jens Debusschere (BEL) |
| 75    | André Greipel (GER)    |
| 76    | Adam Hansen (AUS)      |
| 77    | Greg Henderson (NZL)   |
| 78    | Marcel Sieberg (GER)   |
| 79    | Tim Wellens (BEL)      |

| Číslo | Jezdec                |
| ----- | --------------------- |
| 81    | John Degenkolb (GER)  |
| 82    | Warren Barguil (FRA)  |
| 83    | Roy Curvers (NED)     |
| 84    | Koen de Kort (NED)    |
| 85    | Tom Dumoulin (NED)    |
| 86    | Simon Geschke (GER)   |
| 87    | Georg Preidler (AUT)  |
| 88    | Ramon Sinkeldam (NED) |
| 89    | Albert Timmer (NED)   |

| Číslo | Jezdec                   |
| ----- | ------------------------ |
| 91    | Joaquim Rodríguez (ESP)  |
| 92    | Giampaolo Caruso (ITA)   |
| 93    | Jacopo Guarnieri (ITA)   |
| 94    | Marco Haller (AUT)       |
| 95    | Dmitry Kozonchuk (RUS)   |
| 96    | Alexander Kristoff (NOR) |
| 97    | Alberto Losada (ESP)     |
| 98    | Tiago Machado (POR)      |
| 99    | Luca Paolini (ITA)       |

| Číslo | Jezdec                 |
| ----- | ---------------------- |
| 101   | Simon Gerrans (AUS)    |
| 102   | Michael Albasini (SUI) |
| 103   | Luke Durbridge (AUS)   |
| 104   | Daryl Impey (RSA)      |
| 105   | Michael Matthews (AUS) |
| 106   | Svein Tuft (CAN)       |
| 107   | Pieter Weening (NED)   |
| 108   | Adam Yates (GBR)       |
| 109   | Simon Yates (GBR)      |

| Číslo | Jezdec                   |
| ----- | ------------------------ |
| 111   | Michał Kwiatkowski (POL) |
| 112   | Mark Cavendish (GBR)     |
| 113   | Michał Gołaś (POL)       |
| 114   | Tony Martin (GER)        |
| 115   | Mark Renshaw (AUS)       |
| 116   | Zdeněk Štybar (CZE)      |
| 117   | Matteo Trentin (ITA)     |
| 118   | Rigoberto Urán (COL)     |
| 119   | Julien Vermote (BEL)     |

| Číslo | Jezdec                 |
| ----- | ---------------------- |
| 121   | Pierre Rolland (FRA)   |
| 122   | Bryan Coquard (FRA)    |
| 123   | Cyril Gautier (FRA)    |
| 124   | Yohann Gène (FRA)      |
| 125   | Bryan Nauleau (FRA)    |
| 126   | Perrig Quéméneur (FRA) |
| 127   | Romain Sicard (FRA)    |
| 128   | Angelo Tulik (FRA)     |
| 129   | Thomas Voeckler (FRA)  |

| Číslo | Jezdec                  |
| ----- | ----------------------- |
| 131   | Robert Gesink (NED)     |
| 132   | Wilco Kelderman (NED)   |
| 133   | Steven Kruijswijk (NED) |
| 134   | Tom Leezer (NED)        |
| 135   | Paul Martens (GER)      |
| 136   | Bram Tankink (NED)      |
| 137   | Laurens ten Dam (NED)   |
| 138   | Jos van Emden (NED)     |
| 139   | Sep Vanmarcke (BEL)     |

| Číslo | Jezdec                  |
| ----- | ----------------------- |
| 141   | Bauke Mollema (NED)     |
| 142   | Julián Arredondo (COL)  |
| 143   | Fabian Cancellara (SUI) |
| 144   | Stijn Devolder (BEL)    |
| 145   | Laurent Didier (LUX)    |
| 146   | Markel Irizar (ESP)     |
| 147   | Bob Jungels (LUX)       |
| 148   | Grégory Rast (SUI)      |
| 149   | Haimar Zubeldia (ESP)   |

| Číslo | Jezdec                  |
| ----- | ----------------------- |
| 151   | Rui Costa (POR)         |
| 152   | Matteo Bono (ITA)       |
| 153   | Davide Cimolai (ITA)    |
| 154   | Kristijan Đurasek (CRO) |
| 155   | Nelson Oliveira (POR)   |
| 156   | Rubén Plaza (ESP)       |
| 157   | Filippo Pozzato (ITA)   |
| 158   | José Serpa (COL)        |
| 159   | Rafael Valls (ESP)      |

| Číslo | Jezdec                     |
| ----- | -------------------------- |
| 161   | Andrew Talansky (USA)      |
| 162   | Jack Bauer (NZL)           |
| 163   | Nathan Haas (AUS)          |
| 164   | Ryder Hesjedal (CAN)       |
| 165   | Kristijan Koren (SLO)      |
| 166   | Sebastian Langeveld (NED)  |
| 167   | Dan Martin (IRL)           |
| 168   | Ramūnas Navardauskas (LTU) |
| 169   | Dylan van Baarle (NED)     |

| Číslo | Jezdec                   |
| ----- | ------------------------ |
| 171   | Nacer Bouhanni (FRA)     |
| 172   | Nicolas Edet (FRA)       |
| 173   | Christophe Laporte (FRA) |
| 174   | Luis Ángel Maté (ESP)    |
| 175   | Daniel Navarro (ESP)     |
| 176   | Florian Sénéchal (FRA)   |
| 177   | Julien Simon (FRA)       |
| 178   | Geoffrey Soupe (FRA)     |
| 179   | Kenneth Vanbilsen (BEL)  |

| Číslo | Jezdec                  |
| ----- | ----------------------- |
| 181   | Mathias Frank (SUI)     |
| 182   | Matthias Brändle (AUT)  |
| 183   | Sylvain Chavanel (FRA)  |
| 184   | Stef Clement (NED)      |
| 185   | Jérôme Coppel (FRA)     |
| 186   | Martin Elmiger (SUI)    |
| 187   | Reto Hollenstein (SUI)  |
| 188   | Jarlinson Pantano (COL) |
| 189   | Marcel Wyss (SUI)       |

| Číslo | Jezdec                    |
| ----- | ------------------------- |
| 191   | Dominik Nerz (GER)        |
| 192   | Jan Bárta (CZE)           |
| 193   | Sam Bennett (IRL)         |
| 194   | Emanuel Buchmann (GER)    |
| 195   | Zak Dempster (AUS)        |
| 196   | Bartosz Huzarski (POL)    |
| 197   | José Mendes (POR)         |
| 198   | Andreas Schillinger (GER) |
| 199   | Paul Voss (GER)           |

| Číslo | Jezdec                    |
| ----- | ------------------------- |
| 201   | Eduardo Sepúlveda (ARG)   |
| 202   | Frédéric Brun (FRA)       |
| 203   | Anthony Delaplace (FRA)   |
| 204   | Pierrick Fédrigo (FRA)    |
| 205   | Brice Feillu (FRA)        |
| 206   | Armindo Fonseca (FRA)     |
| 207   | Arnaud Gérard (FRA)       |
| 208   | Pierre-Luc Périchon (FRA) |
| 209   | Florian Vachon (FRA)      |

| Číslo | Jezdec                            |
| ----- | --------------------------------- |
| 211   | Edvald Boasson Hagen (NOR)        |
| 212   | Steve Cummings (GBR)              |
| 213   | Tyler Farrar (USA)                |
| 214   | Jacques Janse van Rensburg (RSA)  |
| 215   | Reinardt Janse van Rensburg (RSA) |
| 216   | Merhawi Kudus (ERI)               |
| 217   | Louis Meintjes (RSA)              |
| 218   | Serge Pauwels (BEL)               |
| 219   | Daniel Teklehaimanot (ERI)        |